# Sara Baume
Pour les articles homonymes, voir Baume.
Sara Baume, née en 1984, est une romancière irlandaise. Elle est nommée sur la liste des « meilleurs jeunes romanciers britanniques » du magazine Granta en 2023.

## Biographie
Son père est d'origine anglaise et sa mère d'origine irlandaise. Sara Baume est née « sur la route de Wigan Pier » pendant un voyage en caravane de ses parents. Quand elle a quatre ans, ils déménagent dans le comté de Cork, en Irlande. Elle étudie les beaux-arts au Dun Laoghaire College of Art and Design et la création littéraire au Trinity College de Dublin, où elle obtient son MPhil Elle reçoit une bourse littéraire de la Fondation Lannan à Santa Fe, au Nouveau-Mexique. Ses livres sont publiés aux éditions Tramp Press en Irlande et Heinemann en Grande-Bretagne et traduits en français par les Éditions Noir et Blanc[réf. nécessaire].
En 2015, elle participe à la résidence d'automne du programme international d'écriture à l'université de l'Iowa.
En 2023, elle est nommée sur la liste des meilleurs jeunes romanciers britanniques Granta, établie tous les dix ans depuis 1983. Cette liste permet d'identifier les vingt romanciers britanniques les plus importants âgés de moins de 40 ans,.

## Prix et distinctions
- 2014 : Prix Davy Byrne's de la nouvelle pour Solesearcher1[2],[7]
- 2015 : Hennessy New Irish Award[7]
- 2015 : Prix littéraire Rooney[7]
- 2015 : Irish Book Award Sunday Independent pour Dans la baie fauve[8]
- 2015 : Pré-sélectionnée pour le prix Costa Book du premier roman pour Dans la baie fauve[9]
- 2015 : Prix Geoffrey Faber Memorial pour la fiction pour Dans la baie fauve[10],[11]
- 2015 : Pré-sélectionnée pour le prix du premier livre de The Guardian pour Dans la baie fauve[12],[13]
- 2016 : Pré-sélectionnée pour le prix Desmond Elliott pour Dans la baie fauve[14]
- 2016 : Prix Kate O'Brien pour Dans la baie fauve[15]
- 2017 : Finaliste du prix Art Seidenbaum pour la première fiction pour Dans la baie fauve[16]
- 2017 : Booklist Editors' choice : Adult Books pour Ligne de fuite[17]
- 2017 : Nommée aux prix Goldsmiths pour Ligne de fuite[18]
- 2020 : Prix Caméléon pour Dans la baie fauve et sa traduction française, Dans la baie fauve[réf. nécessaire]
- 2021 : Pré-selectionnée au prix Rathbones Folio pour Handiwork[19]
- 2022 : Pré-sélectionnée au An Post Irish Book Awards pour Seven Steeples[20]
- 2022 : Pré-sélectionnée au prix Goldsmith pour Seven Steeples[21],[22]
- 2023 : Pré-sélectionnée au prix Dylan Thomas pour Seven Steeples[23],[24]

## Romans
- Dans la baie fauve [« Spill Simmer Falter Wither »] (trad. France Camus-Pichon), Les Éditions Noir sur Blanc, 2017 (1re éd. 2015) (ISBN 978-2-88250-490-6, OCLC 914290042).
- Ligne de fuite [« A Line Made by Walking »] (trad. France Camus-Pichon), Éditions Noir sur Blanc, 2023 (1re éd. 2017) (ISBN 978-2-88250-808-9, OCLC 953709514)

,
- (en) Handiwork, Dublin, Tramp Press, 2020 (ISBN 978-1916434257, OCLC 1181919539)
- (en) Seven Steeples, Dublin, Tramp Press, 2022 (ISBN 9781916291485)